# Prigioniera d'amore (film 1919)
Prigioniera d'amore (Love's Prisoner) è un film muto del 1919 diretto da John Francis Dillon e interpretato da Olive Thomas.

## Trama

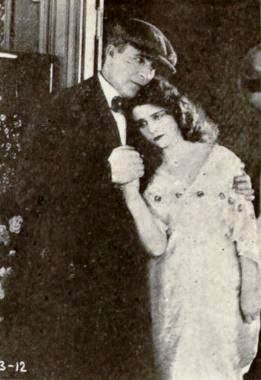
Joe King e Olive Thomas

Nancy è una povera ragazza che deve prendersi cura delle sue due sorelline, Sadie e Jane, Il loro padre, ingiustamente accusato di un delitto, muore in carcere. Jonathan Twist, un misterioso vicino di casa delle sorelle, offre il suo aiuto, così Nancy riesce attraverso lui a trovare un lavoro. Conosce un uomo d'affari inglese, si sposa e diventa in questo modo Lady Cleveland. Ma Lord Cleveland muore poco dopo. Le sue proprietà passano al nipote, lasciando Nancy in difficoltà finanziarie. La donna, pur essendo proprietaria di una casa in America, non ha il denaro per mantenerla. Qualche tempo dopo, l'alta società di New York si rivolge spaventata a un detective che deve investigare su una serie di rapine portate a termine de un misterioso ladro soprannominato the Bird (l'uccello). Jim Garside, il detective, giunge alla conclusione che the Bird sia proprio Nancy di cui lui si è innamorato e che suo complice possa essere stato Jonathan Twist, il suo vicino di casa che, nel frattempo, è morto in maniera misteriosa. Mentre sta per arrestarla, si viene a sapere che Twist è morto per un attacco di cuore. Nancy, comunque, confessa di essere lei the Bird e, anche se Jim si offre di lasciarla andare, lei decide di pagare il suo debito con la società. Quando uscirà dal carcere, troverà Jim ad aspettarla.

## Produzione
Il film fu prodotto dalla Triangle Film Corporation.

## Distribuzione
Il film fu distribuito dalla Triangle Distributing e uscì nelle sale statunitensi l'8 giugno 1919. La Grapevine Video lo pubblicò in video. In Italia venne distribuito nel 1923.
Esiste ancora una copia del film mancante della parte finale.